# Лучицы (Львовская область)
Лучицы (укр. Лучиці) — село в Сокальской городской общине Шептицкого района Львовской области Украины.
Население по переписи 2001 года составляло 900 человек. Занимает площадь 2,83 км². Почтовый индекс — 80031. Телефонный код — 3257.